# Jana Ibing
Jana Ibing (auch Jana Zeyn; * 30. April 1976) ist eine deutsche Schauspielerin.

## Wirken
Jana Ibing ist bekannt durch ihre Auftritte in verschiedenen deutschen Fernsehserien. Beispielsweise hatte sie in der ZDF-Krankenhausserie Herzschlag – Das Ärzteteam Nord (1999–2001) als Darstellerin der Krankenschwester Heike Voss eine Hauptrolle. In der von Sat.1 produzierten Comedyserie Happy Friday (2004) gehörte sie neben Martin Klempnow, Frank Streffing, Eray Eğilmez, Mathias Schlung und Martina Hill zur Stammbesetzung.
Jana Ibing lebt in Hamburg.

## Filmografie (Auswahl)
- 1999–2001: Herzschlag – Das Ärzteteam Nord (Fernsehserie, 52 Folgen)
- 1999: Stahlnetz (Fernsehserie, 1 Folge)
- 1999: St. Angela (Fernsehserie, 1 Folge)
- 2003: Adelheid und ihre Mörder (Fernsehserie, Folge 48 : Lange Finger)
- 2003: Mein Leben & Ich (Fernsehserie, 1 Folge)
- 2004: Der Landarzt (Fernsehserie, 1 Folge)
- 2004: Happy Friday (Fernsehserie, 13 Folgen)
- 2010: Jack Taylor (Fernsehserie, 1 Folge)